# Aix-en-Issart
Aix-en-Issart is een gemeente in het Franse departement Pas-de-Calais (regio Hauts-de-France) en telt 210 inwoners (1999). De plaats maakt deel uit van het arrondissement Montreuil.

## Geografie
De oppervlakte van Aix-en-Issart bedraagt 10,3 km², de bevolkingsdichtheid is 20,4 inwoners per km².
De onderstaande kaart toont de ligging van Aix-en-Issart met de belangrijkste infrastructuur en aangrenzende gemeenten.

## Demografie
Onderstaande figuur toont het verloop van het inwonertal (bron: INSEE-tellingen).